# 太平榮譽國民之家

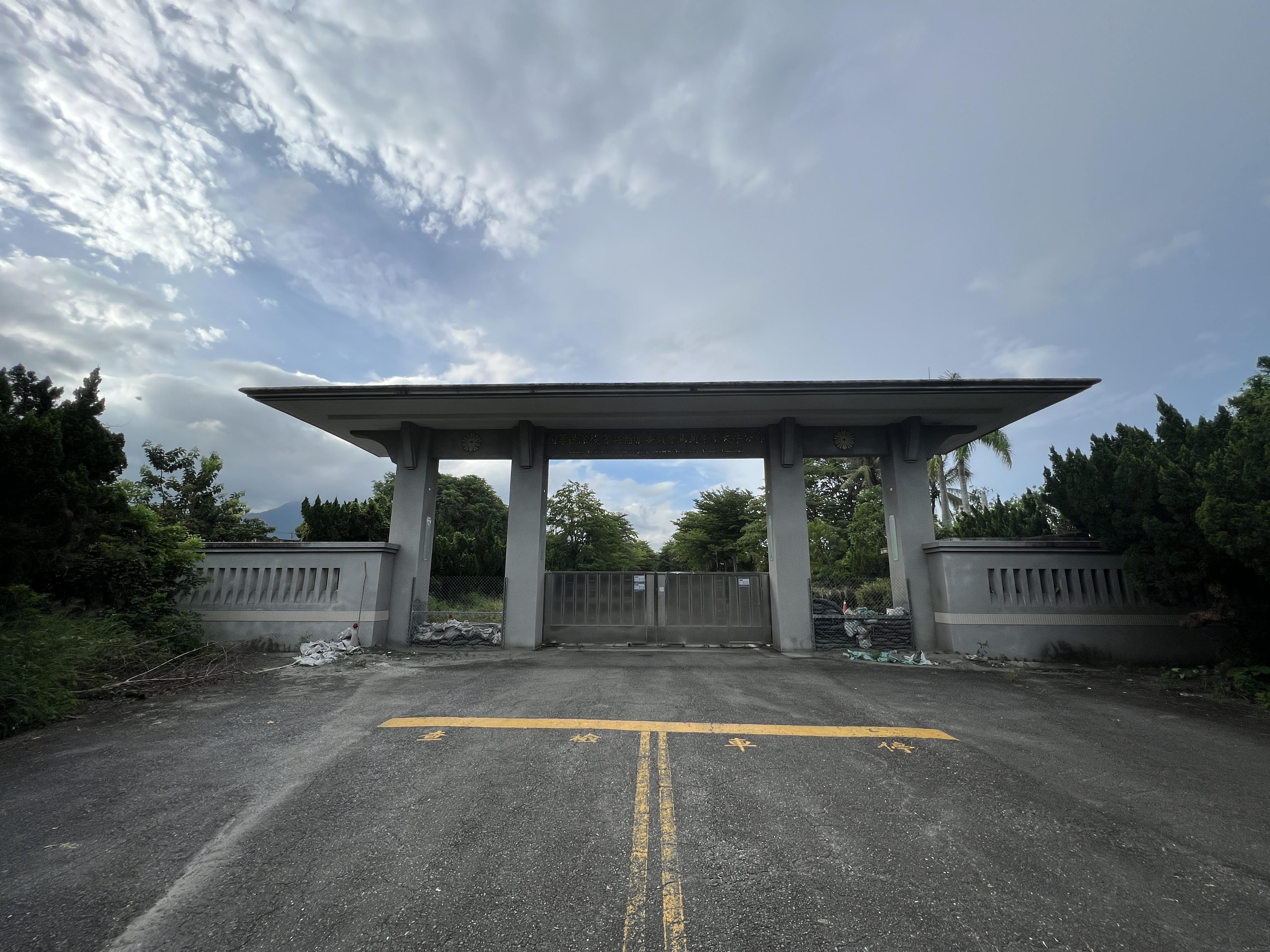
太平榮譽國民之家大門

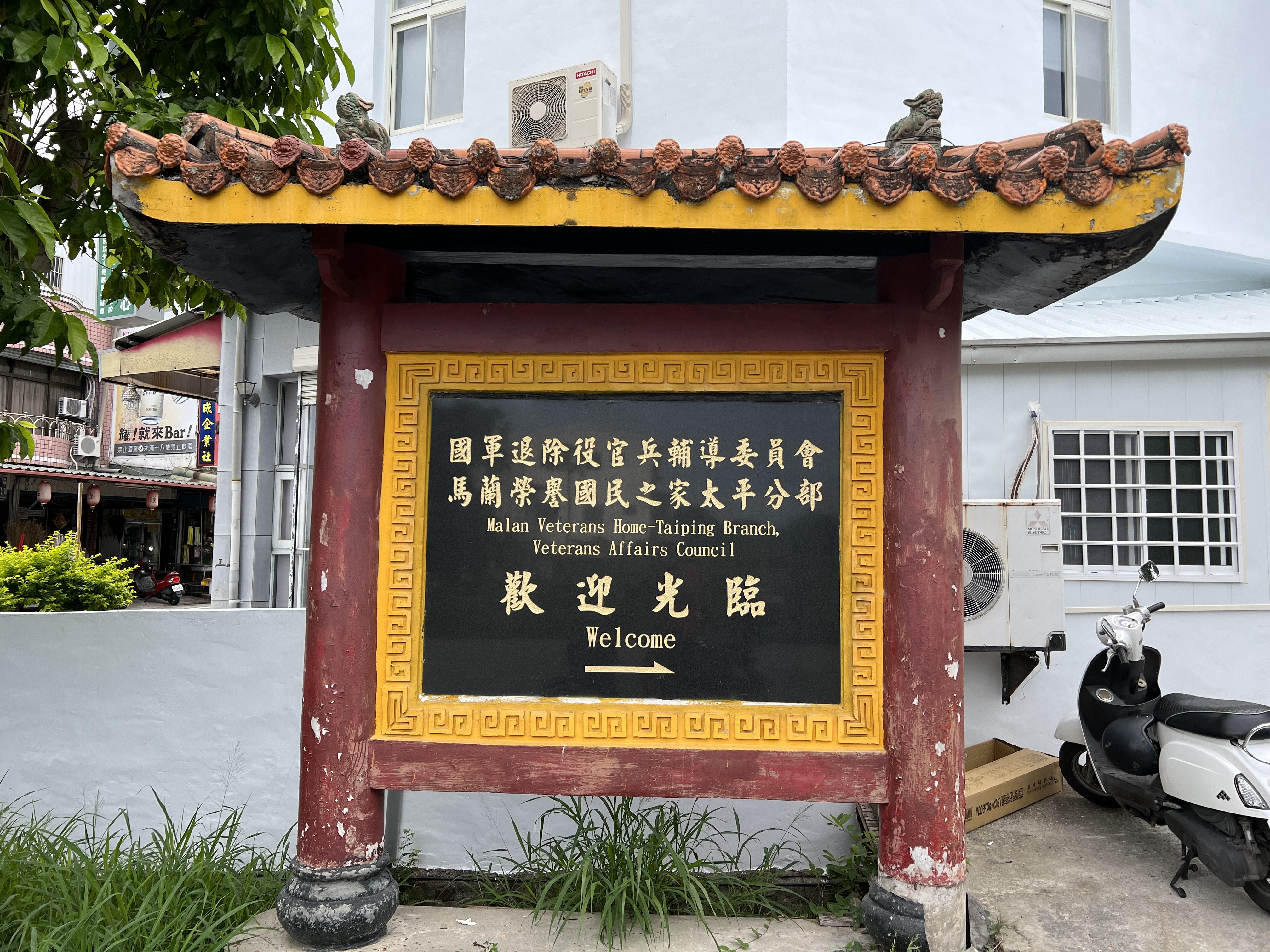
太平榮譽國民之家入口意象

馬蘭榮譽國民之家太平分部位於臺灣臺東縣卑南鄉，目前已整併裁撤，計畫將其轉型為長照專區。

## 沿革
太平榮譽國民之家成立為1956年11月1日，成立之初商借臺灣省政府社會處位於臺北市的辦公室作為辦事處之用，組織全銜為「臺灣太平榮譽國民之家」，隸屬於行政院國軍退除役官兵就業輔導委員會。1957年3月太平榮家臺北辦事處正式遷址至臺東縣卑南鄉的現址，並開始退除役校、尉級軍官收容業務。
1959年7月1日太平榮家由退輔會改隸屬於臺灣省政府社會處，組織全銜改為「臺灣省太平榮譽國民之家」，但退除役官兵收容業務仍由退輔會督導，而原先僅以軍官為收容對象，也開放到兼收高齡、盲殘，及重傷之退除役士官、兵。
1981年行政院榮家組織規程核准通過，依照該規程，臺灣省政府所屬的太平榮家再度移撥給退輔會，全銜改為「行政院國軍退除役官兵輔導委員會太平榮譽國民之家」。1999年配合政府推動擴大內需政策，太平榮家增設失智及自費養護中心。2006年3月1日太平榮家通過ISO 9001年版國際品質認證。
因應收容榮民人數逐年減少2013年時僅剩100多位榮民居住，及同年11月1日執行的行政院組織再造計畫，太平榮家與馬蘭榮家整併，馬蘭榮家作為續存組織，太平榮家更名為馬蘭榮譽國民之家太平分部，同時成立失智照護專區，改以收容失智榮民為主。
爾後因收容榮民持續減少，改制不久，太平分部人員及榮民逐步遷移到馬蘭榮家，閒置房舍僅派駐保全協助看守，2014年起正式關閉太平分部。2018年臺東縣政府提出太平分部閒置園區改為「樂齡養生休閒長照園區」的需求，經縣政府、國有財產署，及退輔會三方協調下2018年7月25日完成移撥程序，太平分部土地由國產署租借，地上建物由輔導會移撥給縣政府，並展開建物拆除與重建工程。另外也保留1.5公頃土地留給卑南鄉公所做地方建設使用。
臺東縣政府透過爭取花東基金補助約新臺幣700萬元，於2021年9月開始太平分部建物報廢與拆除工程，並於2022年4月27日於娜路彎大酒店召開太平分部轉型長照園區之招商說明會，計畫將園區打造為具有醫療照顧、預防保健功能的樂齡養生休閒長照園區。

## 歷任主任
| 任別 | 姓名   | 任期                   |
| ---- | ------ | ---------------------- |
| 1    | 曾舜生 | 1956年11月－1964年9月  |
| 2    | 沈莊宇 | 1964年9月－1966年1月   |
| 3    | 李正先 | 1966年1月－1967年12月  |
| 4    | 顧壽松 | 1967年12月－1972年1月  |
| 5    | 鄭裕如 | 1973年6月－1984年1月   |
| 6    | 張實良 | 1984年1月－1991年7月   |
| 7    | 張鴻舉 | 1991年7月－1996年10月  |
| 8    | 宋立   | 1996年11月－1997年7月  |
| 9    | 龔力   | 1998年1月－2000年7月   |
| 10   | 常紀烈 | 2000年7月－2003年7月   |
| 11   | 資治   | 2003年7月－2006年11月  |
| 12   | 于作亮 | 2006年11月－2008年12月 |
| 13   | 盧凱生 | 2008年12月－2013年1月  |